# Jean Maitron

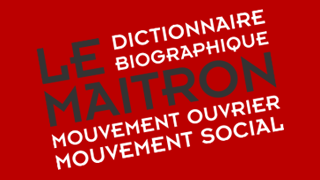
Logo Le Maitron

Jean Maitron (* 7. Dezember 1910 in Sardy-lès-Épiry; † 16. November 1987 in Créteil) war ein französischer Historiker. Er ist vor allem durch sein Dictionnaire biographique du mouvement ouvrier français (Biografisches Lexikon der französischen Arbeiterbewegung), kurz Le Maitron, bekannt.

## Leben
Jean Maitron wuchs in einer kommunistischen, libertären und antiklerikalen Familie auf (sein Großvater Simon Maitron, Schuh- und Stiefelmacher in La Charité-sur-Loire, war laizistischer Kommunarde, sein Vater Marius Maitron, libertärer Sozialist, war Mitglied der Französischen Arbeiterpartei). Beide Eltern waren Grundschullehrer. Nach dem Besuch des Gymnasiums in Nevers trat er 1929 in die Vorbereitungsklasse des Lycée Louis-le-Grand ein, wo er der Union fédérale des étudiants und im folgenden Jahr der Parti communiste français beitrat, die er 1933 nach einer „bestürzenden“ Reise in die Sowjetunion wieder verließ. 1935 trat er nach einer kurzen Zeit in der Ligue communiste wieder in die KP ein, die er 1939 nach dem Deutsch-sowjetischen Nichtangriffspakt endgültig verließ. Seine politische Heimat fand er danach im Umfeld von La Révolution prolétarienne (Die proletarische Revolution) bei Personen wie Maurice Chambelland, Pierre Monatte und Alfred Rosmer.
Ab 1936 arbeitete er als Lehrer. Im selben Jahr heiratete er Marcelle Gourdon, Lizentiatin in Geschichte und Geographie, die selbst aus einer protestantischen Familie aus den Cevennen stammte und eine Nachfahrin des Kamisardenführers Rolland war. Das Paar hatte drei Kinder.
Die Auseinandersetzung mit der kommunistischen Partei war so heftig, dass er sich während des Zweiten Weltkriegs nicht an der Résistance beteiligte. Stattdessen unterstützte er mit Geldsammlungen unterdrückte Lehrer und politische Gefangene sowie die Evakuierung von Kindern aus Paris in ländliche Gemeinden. 1948/49 trug er zur Gründung des Institut français d’histoire sociale bei.
1950 promovierte er mit einer Dissertation über die Geschichte der anarchistischen Bewegung in Frankreich vor 1914 (seine zusätzliche Arbeit war dem anarchosyndikalistischen Aktivisten Paul Delesalle gewidmet). Sein Doktorvater Pierre Renouvin sorgte dafür, dass er von 1955 bis 1963 an das CNRS abgeordnet wurde und ernannte ihn anschließend zum Oberassistenten an der Sorbonne mit dem Auftrag, das Centre d’Histoire du Syndicalisme zu gründen (1966). Seine Laufbahn beendete er 1976 an der Universität Paris 1.
Als Pionier der Arbeitergeschichte in Frankreich führte er diese an der Universität ein und gab ihr die archivalischen Grundlagen. Zu seinen Veröffentlichungen zählen Standardwerke wie das Dictionnaire biographique du mouvement ouvrier français (Biographisches Lexikon der französischen Arbeiterbewegung), das über seinen Tod hinaus fortgeführt wurde und allgemein als Le Maitron bekannt ist, sowie eine Geschichte des Anarchismus in Frankreich. Jean Maitron gründete und leitete zwei Zeitschriften: L'Actualité de l’histoire (1953–1960) und anschließend Le Mouvement social (seit 1960). Als Historiker der Bewegung und des Anarchismus war er allerdings kein Anarchist, obwohl dies viele glaubten.
Sein Werk wird von einem Team unter der Leitung von Claude Pennetier im Rahmen des Centre d'histoire sociale du XXe siècle (CNRS / Universität Paris 1) weitergeführt. Im Jahr 2006 erschien eine neue Reihe des Lexikons in zwölf Bänden. Sie trägt den Titel Dictionnaire biographique, mouvement ouvrier, mouvement social und wurde 2016 abgeschlossen; sie umfasst den Zeitraum 1940–1968. Das Unternehmen wird mit der Aktualisierung der Einträge und der Erstellung neuer Einträge durch die Digitalisierung des „Maitron online“ fortgesetzt.

## Ehrungen
1996 hat die Fédération de l’Éducation nationale (heute UNSA Éducation) den Prix Jean Maitron ins Leben gerufen, der sein Werk fortsetzt und mit dem eine Masterarbeit (ursprünglich Magisterarbeit) ausgezeichnet wird. Die Jury des Maitron-Preises, derzeit unter dem Vorsitz von Antoine Prost, setzt sich zur Hälfte aus Akademikern und zur Hälfte aus Gewerkschaftern zusammen. Eine Reihe von Büchern zur Sozialgeschichte trägt ebenfalls seinen Namen im Verlag Éditions de l’Atelier.
2016 veröffentlichte der Journalist Edwy Plenel das Buch Voyage en terres d’espoir (Reise in das Land der Hoffnung), eine „Hommage an die Vergessenen und Unbekannten, die für die Emanzipation gekämpft haben“. Der Autor erklärte: „Ich wollte dem Maitron gerecht werden, benannt nach dem Historiker Jean Maitron, dem Begründer dieses großen Werkes: des biographischen Wörterbuchs der Arbeiterbewegung und der sozialen Bewegung“.
1982 wurde er zum Ritter der Ehrenlegion ernannt, 1985 zum Ritter des Ordre des Arts et des Lettres.

## Le Maitron
Le Maitron ist der Gebrauchsname einer Reihe von biografischen Wörterbüchern der Arbeiterbewegung, die bis zu seinem Tod 1987 von Jean Maitron und danach von seinem Nachfolger Claude Pennetier geleitet wurden. Laut Pennetier besteht das Wörterbuch „sowohl aus wichtigen, wissenschaftlich erstellten Biografien als auch aus kürzeren Notizen, die die Erinnerung an einen Namen bewahren“.
Le Maitron lässt sich in mehrere Teile untergliedern:
- Das Dictionnaire biographique du mouvement ouvrier français[A 5] (DBMOF, Biografisches Lexikon der französischen Arbeiterbewegung): 43 Bände, erschienen zwischen 1964 und 1993, mit einem Nachtrag (Band 44), erschienen 1997, und einer CD-ROM, die alle 44 Bände enthält und erweitert (insgesamt 110.000 Biographien), erschienen 1997;
- das Dictionnaire biographique du mouvement ouvrier international[A 6] (DBMOI, Biografisches Lexikon der internationalen Arbeiterbewegung): eine internationale Erweiterung des Maitron, die bisher 9 Bände umfasst (der letzte Band ist Algerien gewidmet und wurde im Januar 2007 veröffentlicht);
- die Dictionnaires biographiques thématiques du mouvement ouvrier français (Thematische biographische Lexika zur französischen Arbeiterbewegung): Zwei Bände sind bereits erschienen, der erste über die Gas- und Elektrizitätsarbeiter 1993, der zweite über die Eisenbahner 2003;
- das Dictionnaire biographique, mouvement ouvrier, mouvement social[A 7] (DBMOMS, Biografisches Wörterbuch, Arbeiterbewegung, soziale Bewegung): Fortsetzung des DBMOF für den Zeitraum 1940–1968, bestehend aus 12 Bänden (jeweils mit einer CD-ROM, die die gedruckte Fassung ergänzt). Die Veröffentlichung der 12 Bände der Papierausgabe dieses Lexikons wurde im November 2016 abgeschlossen.

Die Website Le Maitron en ligne (MEL), die für den Zeitraum 1789–1968 über 186.000 Einträge enthält, ist frei und kostenlos.
- Les Anarchistes, Dictionnaire biographique du mouvement libertaire francophone (Die Anarchisten, biografisches Wörterbuch der frankophonen libertären Bewegung) wurde 2006 begonnen und 2014 veröffentlicht.

- Les Fusillés (1940–1944): Aufbauend auf den vorherigen biografischen Wörterbüchern erweitert das Dictionnaire biographique des fusillés et exécutés par condamnation et comme otage ou guillotinés en France pendant l’Occupation (Biografisches Wörterbuch der während der Besatzungszeit in Frankreich erschossenen und durch Verurteilung und als Geiseln hingerichteten oder guillotinierten Personen) das Feld der Wörterbücher über die Arbeiterbewegung hinaus. Es erschien im Mai 2015, zum 70. Jahrestag der Niederlage des Nationalsozialismus und eröffnete ein neues Forschungsfeld zu den Hingerichteten, deren laufende Zählung, die auf der Website Maitron-en-ligne veröffentlicht wird, alle interessierten Forscher und Leser zu Beiträgen aufruft.

- Zum 150. Jahrestag im Jahr 2021 veröffentlicht der Verlag Éditions de l'Atelier unter der Koordination von Michel Cordillot[24] die Publikation Commune de Paris 1871: les acteurs, l'évènement, les lieux (Die Pariser Kommune von 1871: Akteure, Ereignisse, Orte).[25]

### Verein der Freunde des Maitron
Die 1982 gegründete Association des amis du Maitron ist ein Verein nach dem Gesetz von 1901, der es sich zum Ziel gesetzt hat, Le Maitron aufzuwerten. Nachdem der Verein lange Zeit von der Historikerin Madeleine Rebérioux und dann von Antoine Prost (2005–2012) präsidiert wurde, wird er seit 2012 von den Historikern Jean-Louis Robert und Claude Pennetier geleitet. Im Februar 2023 trat Jean-Louis Robert als Co-Präsident der Vereinigung zurück.

## Werke von Jean Maitron
- Histoire du mouvement anarchiste en France. SUDEL, 1951.
- Le Syndicalisme révolutionnaire, Paul Delesalle. Éditions ouvrières, 1952.
- De la Bastille au Mont Valérien. Dix promenades à travers Paris révolutionnaire. Éditions ouvrières, 1956.
- Ravachol et les anarchistes. collection Archives-Julliard, 1964.
- Publication de textes : H. Messager, Lettres de déportation, 1871–1876. Le Sycomore, 1979.
- Syndicalisme révolutionnaire et communisme. Les Archives de Pierre Monatte (en collaboration avec Colette Chambelland). Éditions Maspero, 1968.
- La Sorbonne par elle-même, mai-juin 1968, (mit Michelle Perrot & Madeleine Rebérioux). In: Le Mouvement social. Nr. 64–68. Éditions ouvrières, 1968.